# Szaniec rdzenia NS-25
Szaniec rdzenia NS-25 – siedmioboczny (sześć boków + załamana szyja) szaniec typu FS (Feld Schanz)(FS-22 Wola Duchacka), który powstał w latach 1854–1855. W 1914 roku został przebudowany na szaniec rdzenia. Ta zmiana polegała na spłaszczeniu fosy i umieszczeniu w centrum szańca schronu podkopowego. Szaniec rdzenia NS-25 był miejscem obozu pracy i miejscem egzekucji w latach 1940–1944.
W 1964 został zniekształcony. W tym roku nastąpiła również budowa Pomnika Ofiar Faszyzmu na wale. Szaniec znajduje się koło ul. Abrahama w Krakowie.